# Plagiognathus pemptos
Plagiognathus pemptos är en insektsart som beskrevs av Schuh 2001. Plagiognathus pemptos ingår i släktet Plagiognathus och familjen ängsskinnbaggar. Inga underarter finns listade i Catalogue of Life.